# Podestà di Mantova

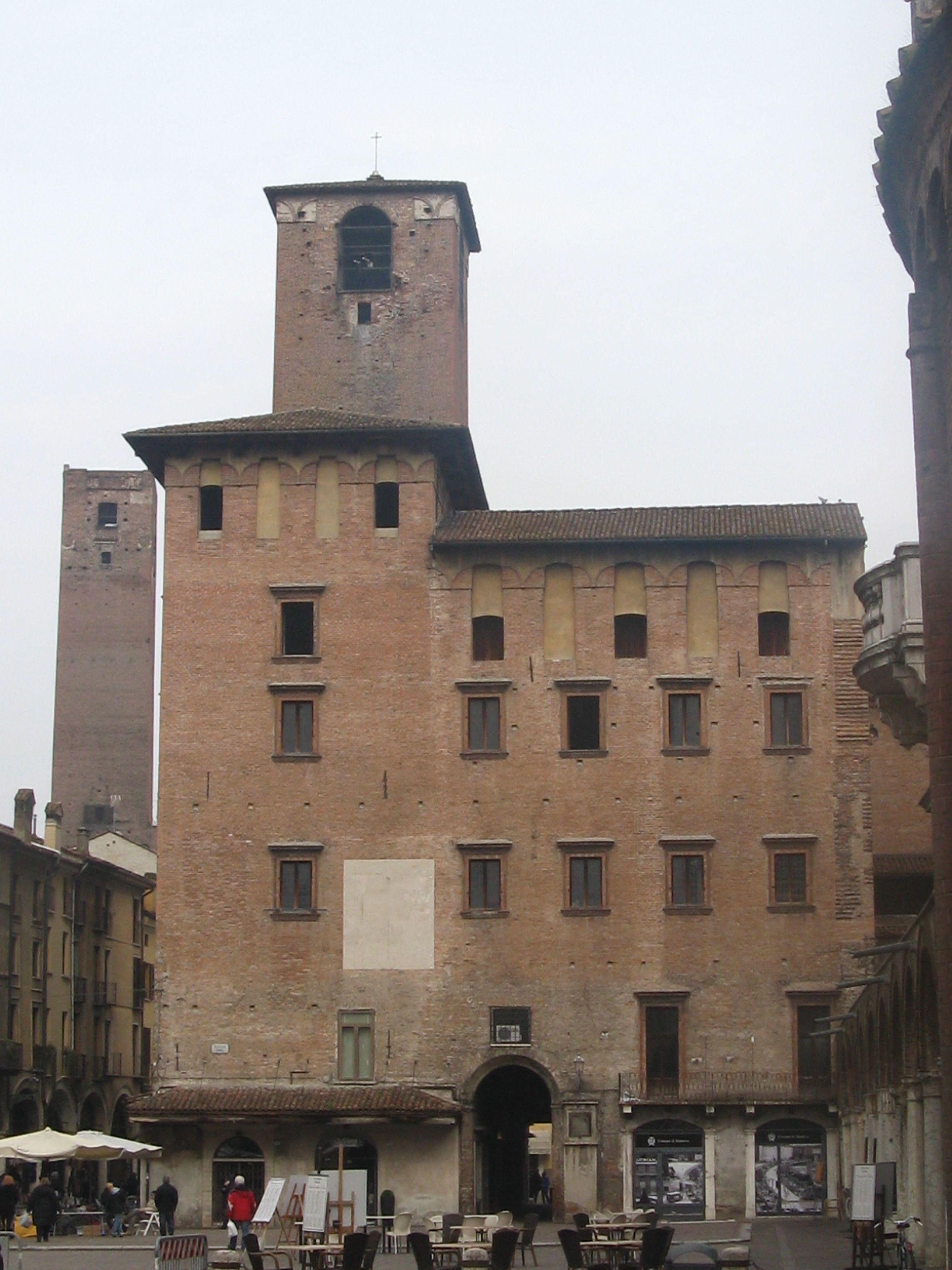
Mantova, Palazzo del Podestà

Elenco dei podestà di Mantova. La carica era solitamente di durata annuale ed affidata a cittadini stranieri.

## Dal1184al1400[1]
| Anno        | Titolo  | Nome                             | Città di provenienza | Note                               |
| ----------- | ------- | -------------------------------- | -------------------- | ---------------------------------- |
| 1184 - 1186 | Podestà | Garsedonio di Mantova            | Mantova              | Vescovo di Mantova                 |
| 1187 - 1189 | Podestà | Attone da Pagano                 | Bergamo              |                                    |
| 1192        | Podestà | Guelfo da Padova                 | Padova               |                                    |
| 1193        | Podestà | Antonio della Scala              | Verona               |                                    |
| 1194        | Podestà | Lantelmo da Landriano            | Milano               |                                    |
| 1195        | Podestà | Enrico Delle Carceri             |                      | Vescovo di Mantova                 |
| 1196        | Podestà | Caccianemici                     | Bologna              |                                    |
| 1197        | Podestà | Lorenzono Gualfredo e Guifredino | Mantova              |                                    |
| 1198        | Podestà | Giacomo di Bernardo              | Bologna              |                                    |
| 1199 - 1199 | Podestà | Stefano da Torbiago              |                      |                                    |
| 1200        | Podestà | (Antonio della Scala)            |                      |                                    |
| 1201        | Podestà | Guelfo di San Martino            | Mantova              |                                    |
| 1202        | Podestà | Bonifacio conte di San Martino   | Mantova              |                                    |
| 1203        | Podestà | Corrado di San Martino           | Mantova              |                                    |
| 1204        | Podestà | Giroldo de Sala                  | Brescia              |                                    |
| 1204        | Podestà | Eugerio da Montemagno            | Pistoia              |                                    |
| 1205        | Podestà | Azzo VI d'Este                   | Ferrara              |                                    |
| 1206        | Podestà | Ponzio degli Amati               | Cremona              |                                    |
| 1207 - 1208 | Podestà | Azzo VI d'Este                   |                      |                                    |
| 1209        | Podestà | Enrico Delle Carceri             |                      | Vescovo di Mantova                 |
| 1209        | Podestà | Guido da Pirovano                | Milano               |                                    |
| 1210 - 1211 | Podestà | Azzo VI d'Este                   |                      |                                    |
| 1212 - 1213 | Podestà | Aldobrandino I d'Este            | Ferrara              |                                    |
| 1214        | Podestà | Giroldo Sala                     |                      |                                    |
| 1215        | Podestà | Rambertino Buvalelli             |                      |                                    |
| 1216        | Podestà | Bonifacio conte di San Martino   |                      |                                    |
| 1216        | Podestà | Regazzone de' Confalonieri       |                      |                                    |
| 1217        | Podestà | Bonifacio conte di San Martino   |                      |                                    |
| 1218        | Podestà | Engheramo                        |                      |                                    |
| 1218        | Podestà | Bonifacio conte di San Martino   |                      |                                    |
| 1219        | Podestà | Reguzzone                        | Brescia              |                                    |
| 1220        | Podestà | Caccianemici                     | Bologna              |                                    |
| 1221 - 1222 | Podestà | Salinguerra II Torelli           |                      |                                    |
| 1222        | Podestà | Leone delle Carceri              | Verona               |                                    |
| 1223        | Podestà | Raimondo degli Ugoni             | Brescia              |                                    |
| 1223        | Podestà | Baldovino conte di Casaloldo     |                      | Figlio di Alberto I Casaloldo      |
| 1224        | Podestà | Pace dei Boccacci                |                      |                                    |
| 1224        | Podestà | Caccianemici                     | Bologna              |                                    |
| 1225        | Podestà | Ricciardo conte di Sambonifacio  | Verona               |                                    |
| 1226 - 1227 | Podestà | Laudarengo Martinengo            | Brescia              |                                    |
| 1228        | Podestà | Lorenzo Strada                   | Mantova              |                                    |
| 1229        | Podestà | Guglielmo da Lendinara           |                      |                                    |
| 1229 - 1230 | Podestà | Laudarengo Martinengo            |                      |                                    |
| 1230        | Podestà | Aimerico de Arpinello Riccadonna | Bologna              |                                    |
| 1230 - 1231 | Podestà | Lorenzo Strada                   |                      |                                    |
| 1231        | Podestà | Laudarengo Martinengo            |                      |                                    |
| 1232 - 1233 | Podestà | Baldovino conte di Casaloldo     |                      | Figlio di Alberto I Casaloldo      |
| 1233        | Podestà | Guidotto da Correggio            |                      | Vescovo di Mantova                 |
| 1234        | Podestà | Aimerico de Arpinello Riccadonna | Bologna              |                                    |
| 1235        | Podestà | Giacomo da Melato                | Milano               |                                    |
| 1235        | Podestà | Baldovino conte di Casaloldo     |                      | Figlio di Alberto I Casaloldo      |
| 1236        | Podestà | Alberto da Zolzano               | Vicenza              |                                    |
| 1237        | Podestà | Ricciardo conte di Sambonifacio  |                      |                                    |
| 1238        | Podestà | Bernando di Rolando Rossi        |                      |                                    |
| 1239        | Podestà | Guido IV da Correggio            | Correggio            |                                    |
| 1240        | Podestà | Ubaldo da Suzzara                |                      |                                    |
| 1240        | Podestà | Pace de' Boccacci                |                      |                                    |
| 1240 - 1241 | Podestà | Gherardo Rangoni                 | Modena               |                                    |
| 1241 - 1243 | Podestà | Guido IV da Correggio            | Correggio            |                                    |
| 1243 - 1244 | Podestà | Sermo Lupi                       |                      |                                    |
| 1245        | Podestà | Assandro da Rivoli               | Bergamo              |                                    |
| 1245        | Podestà | Guido IV da Correggio            |                      |                                    |
| 1245        | Podestà | Matteo V da Correggio            | Correggio            |                                    |
| 1246        | Podestà | Rainero Zingulo                  |                      |                                    |
| 1246        | Podestà | Ricciardo conte di Sambonifacio  |                      |                                    |
| 1247        | Podestà | Enrico da Rivoli                 |                      |                                    |
| 1247        | Podestà | Azzo VII d'Este                  | Ferrara              |                                    |
| 1248 - 1249 | Podestà | Pace de' Boccacci                |                      |                                    |
| 1250        | Podestà | Gruamonte dei Caccianemici       | Bologna              |                                    |
| 1251        | Podestà | Bonifacio da Canossa             | Reggio               |                                    |
| 1252        | Podestà | Tommaso Ponzoni                  | Cremona              |                                    |
| 1253        | Podestà | Azzo VII d'Este                  | Ferrara              |                                    |
| 1254 - 1255 | Podestà | Gruamonte dei Caccianemici       | Bologna              |                                    |
| 1256        | Podestà | Rolando Lupi di Soragna          |                      |                                    |
| 1256        | Podestà | Ugolino Lupi di Soragna          | Soragna              |                                    |
| 1257        | Podestà | Nordio de' Nordii                | Imola                |                                    |
| 1258        | Podestà | Simone Fogliani                  | Reggio               |                                    |
| 1259        | Podestà | Cattano da Ostia                 | Bologna              |                                    |
| 1259        | Podestà | Bonifacio conte di San Martino   |                      |                                    |
| 1259        | Podestà | Nordio de' Nordii                | Imola                |                                    |
| 1259        | Podestà | Cattano da Ostia                 | Bologna              |                                    |
| 1260        | Podestà | Simone de' Vaifredi              |                      |                                    |
| 1261        | Podestà | Nicolò Querini                   | Venezia              |                                    |
| 1262        | Podestà | Trigello de Calcisio             |                      |                                    |
| 1263        | Podestà | Jacopino Rossi                   | Parma                |                                    |
| 1264        | Podestà | Alberto dei Caccianemici         | Bologna              |                                    |
| 1264        | Podestà | Jacopino Rossi                   | Parma                |                                    |
| 1265        | Podestà | Ludovico da Sambonifacio         | Verona               |                                    |
| 1265        | Podestà | Pagano dalla Torre               |                      |                                    |
| 1266 - 1267 | Podestà | Carnevale della Torre            |                      |                                    |
| 1268 - 1269 | Podestà | Corrado della Torre              |                      |                                    |
| 1269        | Podestà | Matteo III da Correggio          | Parma                |                                    |
| 1269 - 1270 | Podestà | Guido II da Correggio            |                      |                                    |
| 1270        | Podestà | Matteo III da Correggio          |                      |                                    |
| 1271 - 1272 | Podestà | Guido II da Correggio            |                      |                                    |
| 1272 - 1273 | Podestà | Francesco Fogliani               | Reggio               |                                    |
| 1273        | Podestà | Lugano Sommi                     |                      | Cremona                            |
| 1273 - 1274 | Podestà | Pagano da Terzago                | Milano               |                                    |
| 1274 - 1275 | Podestà | Alberto Fontana                  |                      |                                    |
| 1275        | Podestà | Alberto I della Scala            | Verona               |                                    |
| 1276        | Podestà | Marzagaglia degli Aleardi        |                      |                                    |
| 1277        | Podestà | Alberto I della Scala            | Verona               |                                    |
| 1278        | Podestà | Obizzone dei Vaccari             | Verona               |                                    |
| 1279        | Podestà | Guglielmo Pusterla               |                      |                                    |
| 1279        | Podestà | Marino Strambecchi Cornaro       | Venezia              |                                    |
| 1280 - 1281 | Podestà | Pietro Carbonesi                 | Bologna              |                                    |
| 1282        | Podestà | Suzio Colleoni                   | Bergamo              |                                    |
| 1283        | Podestà | Gherardo da Castello             | Treviso              |                                    |
| 1283        | Podestà | Antonio Carta                    |                      |                                    |
| 1284        | Podestà | Pietro Carbonesi                 | Bologna              |                                    |
| 1284        | Podestà | Manfredo Beccaria                | Pavia                |                                    |
| 1285        | Podestà | Pietro Carbonesi                 | Bologna              |                                    |
| 1285        | Podestà | Bernardo da Polenta              | Ravenna              |                                    |
| 1286        | Podestà | Lapo degli Uberti                | Firenze              | Figlio di Farinata degli Uberti    |
| 1286        | Podestà | Rolando de' Vei                  | Lucca                |                                    |
| 1287        | Podestà | Enrico da Cerro                  | Treviso              |                                    |
| 1288        | Podestà | Francesco Trecavallo             | Lucca                |                                    |
| 1289        | Podestà | Pietro Carbonesi                 |                      |                                    |
| 1290 - 1291 | Podestà | Raule dei Mazzolini              | Cesena               |                                    |
| 1291        | Podestà | Pietro Carbonesi                 |                      |                                    |
| 1291        | Podestà | Guido dei Bonacolsi              | Mantova              |                                    |
| 1292        | Podestà | Niccolò della Scala              | Verona               | Figlio di Mastino I della Scala    |
| 1292        | Podestà | Egidiolo de' Macaruffi           | Padova               |                                    |
| 1293        | Podestà | Gherardo da Castello             |                      |                                    |
| 1294        | Podestà | Ottolino da Mandello             | Milano               |                                    |
| 1295        | Podestà | Alberto Rusca                    | Como                 |                                    |
| 1296 - 1297 | Podestà | Ghino degli Uberti               | Firenze              |                                    |
| 1298        | Podestà | Andrea Zeno                      | Venezia              |                                    |
| 1299        | Podestà | Lapo degli Uberti                | Firenze              | Figlio di Farinata degli Uberti    |
| 1299        | Podestà | Princivalle dei Mandelli         |                      |                                    |
| 1300        | Podestà | Gherardo da Castello             |                      |                                    |
| 1300        | Podestà | Bailardino Nogarola              | Verona               |                                    |
| 1301        | Podestà | Rainoldo di Brunefort            |                      |                                    |
| 1302 - 1304 | Podestà | Alboino della Scala              | Verona               |                                    |
| 1304        | Podestà | Merino Suardi                    | Bergamo              |                                    |
| 1305        | Podestà | Ugolino Giustiniani              | Venezia              |                                    |
| 1306        | Podestà | Maurizio (Marco) Forzate         | Padova               |                                    |
| 1307        | Podestà | Fantino Dandolo                  |                      |                                    |
| 1308        | Podestà | Ghino degli Uberti               |                      |                                    |
| 1309        | Podestà | Alberto della Scala              | Verona               |                                    |
| 1309        | Podestà | Giovanni da Caligine             | Padova               |                                    |
| 1310        | Podestà | Ugolino de' Sessi                | Reggio               |                                    |
| 1311        | Podestà | Paccoterra de Montignano         |                      |                                    |
| 1312 - 1313 | Podestà | Petardino dei Petardi            |                      |                                    |
| 1314 - 1315 | Podestà | Gherardo Bozzolino               | Modena               |                                    |
| 1316        | Podestà | Grumerino dalla Grotta           |                      |                                    |
| 1318        | Podestà | Ludovico I Gonzaga               | Mantova              | Capostipite dei Gonzaga di Mantova |
| 1318        | Podestà | Simonetta de Scasisi             |                      |                                    |
| 1328        | Podestà | Bottezzino Mantegazza            | Milano               |                                    |
| 1331 - 1334 | Podestà | Beccario Beccaria                |                      |                                    |
| 1343        | Podestà | Giovanni Landi                   | Piacenza             | Fratello del vescovo Ruffino Landi |
| 1344        | Podestà | Soncino Martinelli               |                      |                                    |
| 1348 - 1349 | Podestà | Protasio Caimi                   | Milano               |                                    |
| 1357 - 1358 | Podestà | Filippino da Sesso               | Reggio               |                                    |
| 1359        | Podestà | Soncino Martinelli               |                      |                                    |
| 1360-1362   | Podestà | Giovanni Pico della Mirandola    | Mirandola            | figlio di Niccolò Pico             |
| 1362        | Podestà | Marsilio Cavalcabò               |                      |                                    |
| 1363        | Podestà | Giovanni ?                       |                      |                                    |
| 1363 - 1368 | Podestà | Novarino Martinelli              |                      |                                    |
| 1369 - 1376 | Podestà | Guglielmo Donati                 | Firenze              |                                    |
| 1383 - 1388 | Podestà | Castellino Beccaria              | Pavia                |                                    |
| 1391 - 1393 | Podestà | Obizzo dei Garsedini             | Bologna              |                                    |
| 1398 - 1399 | Podestà | Francesco Tiberti                | Cesena               |                                    |